# Documentatiedienst

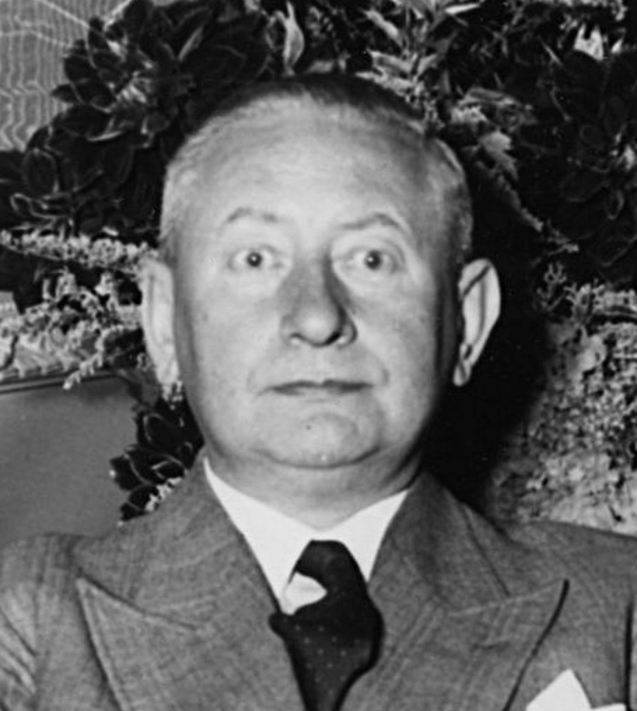
De Haagse politiecommissaris Petrus Hamer

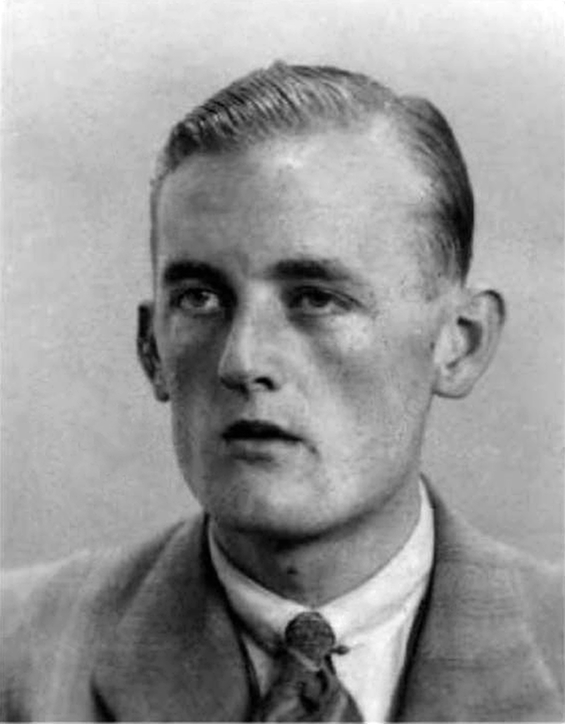
De beruchte Jodenjager Kees Kaptein, lid van de Documentatiedienst

De Documentatiedienst was tijdens de Tweede Wereldoorlog een afdeling binnen de politie in Den Haag die nauw samenwerkte met de Duitse Sicherheitsdienst. Zij speelde een belangrijke rol bij de opsporing van Joden en bestrijding van het verzet.

## Achtergrond
De Documentatiedienst werd in november 1940 opgericht op initiatief van de nationaalsocialistische politiecommissaris Petrus Hamer. Het was een voortzetting van de Inlichtingendienst, de voormalige politieke recherche. Deze had zich voor de oorlog beziggehouden met het in de gaten houden van extreemlinkse en extreemrechtse elementen. De dienst had het met name druk tijdens de mobilisatieperiode. 
Friedrich Wilhelm Simon was de eerste chef van de Documentatiedienst. Hij werd in maart 1943 opgevolgd door Steven Pegels. De politieafdeling bestond uit ruim zestig personen. Het merendeel was lid van de NSB. Het hoofdkwartier van de Sicherheitspolizei was op het Binnenhof in Den Haag gevestigd. Daardoor waren de lijntjes kort en ging de Documentatiedienst na verloop van tijd steeds meer functioneren als verlengstuk van de Sicherheitspolizei. Verschillende werknemers van de Documentatiedienst werden bij de Sicherheitspolizei gedetacheerd of kwamen er in dienst. Ook was de Documentatiedienst een belangrijke leverancier van V-mannen. Andere leden van de Documentatiedienst kwamen terecht bij het Judenreferat.
In 1941 hield de Documentatiedienst zich bezig met een veelheid van kwesties. Bibliotheken werden gecontroleerd op de aanwezigheid van onwelvallige lectuur, referenties van sollicitanten werden nagetrokken en de dienst trad op tegen kleine blijken van nationale trouw, zoals rood-wit-blauwe bloemstukjes. Vanaf 1942 kwam het accent veel meer te liggen op de Jodenvervolging. Leden van de Documentatiedienst hielpen bij de deportatie van de Haagse Joden en de jacht op Joodse onderduikers. Binnen de dienst was er een afdeling Genologische Dienst en een afdeling Inventarisatie Jodeninboedels. 
Verder werd het verzet fel en zeer effectief bestreden. In maart 1941 werd de gehele Haagse afdeling van de Ordedienst opgerold, een jaar later volgde de "tweede" Ordedienst. Ook de Landelijke Organisatie voor Hulp aan Onderduikers kreeg in Den Haag maar moeilijk voet aan de grond door acties van V-mannen die voor de Documentatiedienst werkten.
Het hoofdkwartier van de Sicherheitspolizei week in augustus 1944 uit naar het oosten van het land. Den Haag kreeg de status van Aussenstelle en de Documentatiedienst werd bij de SiPo ingelijfd.

## Leden
- Christiaan Willem Johan baron van Boetzelaer
- Marinus van Dusschoten
- Kees Kaptein
- Cornelis Leemans
- Steven Pegels
- Leo Poos
- Marten Slagter
- Maarten Spaans
- Jan Viëtor